# Молёный Мыс
Молёный Мыс (также Молельный Мыс) — деревня в Шкотовском районе Приморского края, входит в Романовское сельское поселение. Расположена на речке Галанта, в месте её впадения в реку Петровку, в 4 километрах ниже по течению на которой находится Петровское водохранилище. Основана в начале XX века, как посёлок при золотом руднике. В деревне уже около 20 лет нет электричества.
Молёный Мыс является одним из самых труднодоступных населённых пунктов Шкотовского района. Расстояние до райцентра, посёлка Смоляниново, составляет 30 км, до Владивостока — около 102 км. Ближайшая железнодорожная станция — Петровка, расположена в 13 км от деревни.
Деревня иногда также служит отправным пунктом для туристов при подъёме на Ливадийский хребет (гора Лысый Дед).

## Население
| 1915 | 1926 | 2002 | 2005 | 2008 | 2010 |
| ---- | ---- | ---- | ---- | ---- | ---- |
| 337  | ↗378 | ↘18  | ↘16  | ↗18  | ↘11  |